# Flughafen Suai

i7
i11
i13
Der Flughafen Suai (portugiesisch Flughafen Comandante-em Chefe Estado das FALINTIL Kay Rala Xanana Gusmão, IATA-Code: UAI, ICAO-Code: WPDB) ist der Flughafen der osttimoresischen Stadt Suai, Hauptort der Gemeinde Cova Lima an der Südküste Timors. Der Flughafen befindet sich beim Dorf Holbelis im Suco Labarai.
Derzeit gibt es keinen regelmäßigen Linienverkehr. Um 1970 wurde Suai von der Transportes Aéreos de Timor angeflogen.
Vom 30. Mai 2014 bis zu seiner Neueröffnung am 19. Juni 2017 wurde das ursprüngliche Flugfeld ausgebaut und schließlich mit dem neuen Namen nach dem ehemaligen Chef der FALINTIL und Politiker Xanana Gusmão getauft. Der Umbau des 1220 m² großen Areals zu einem Flughafen für internationale Flüge kostete 67.691.189,85 US-Dollar.
Vor dem Umbau verfügte der Flughafen über eine asphaltierte Startbahn mit 1053 Metern Länge und 19,3 Metern Breite und war bereits geeignet für Flugzeuge bis zur Größe einer Lockheed C-130. Nun ist die Landebahn 1500 m lang, es gibt ein Terminal, einen Kontrollturm, eine Feuerwache, eine Wetterstation und einen Helikopterlandeplatz mit einem medizinischen Bereich für Flüge von Kranken und Verletzten.
Seit 2018 fliegt die Northern Oil & Gas Australia (NOGA) die Route zwischen Darwin und Suai.

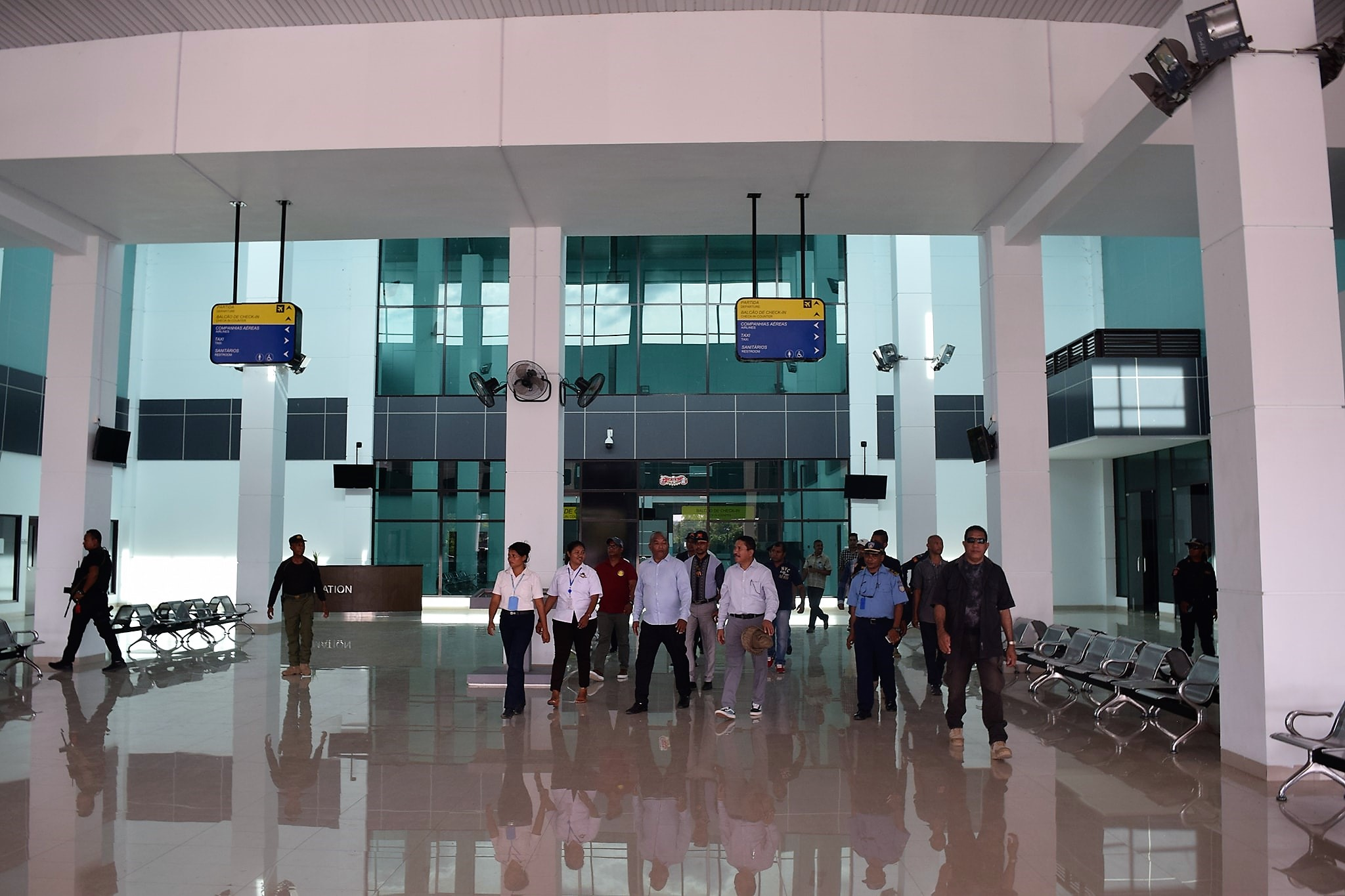
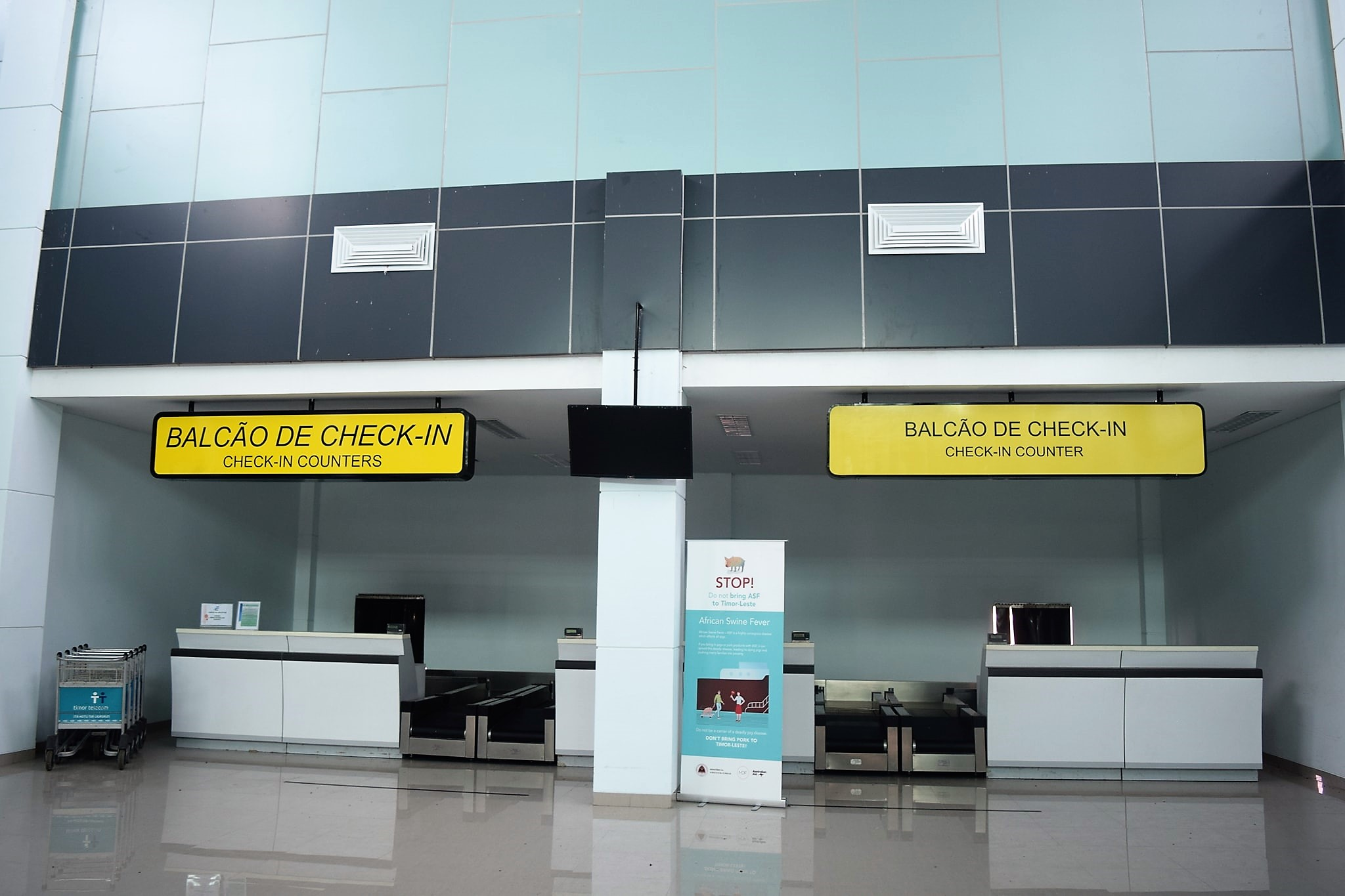
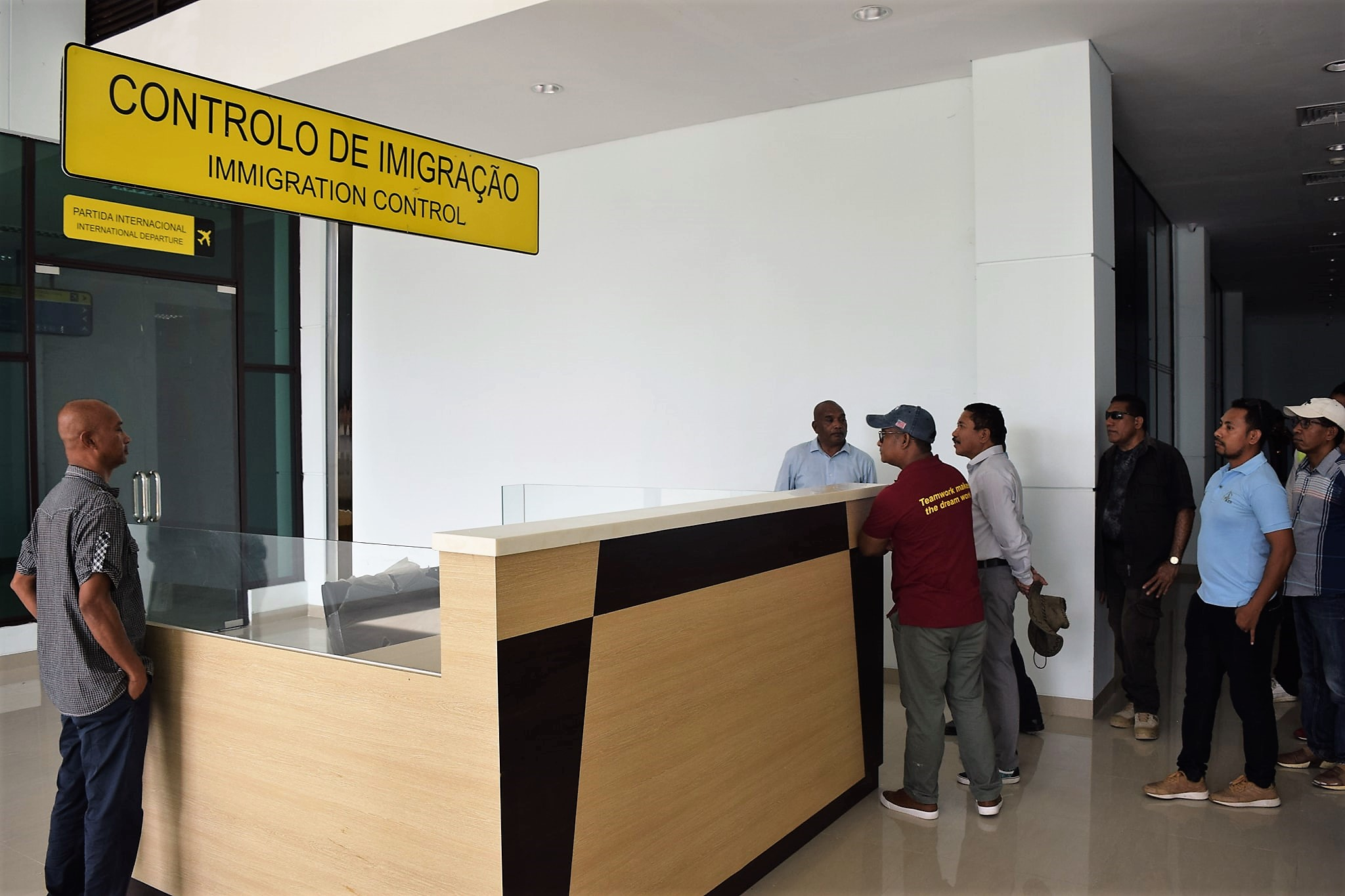